# Capparis moonii
Capparis moonii är en kaprisväxtart som beskrevs av Robert Wight. Capparis moonii ingår i släktet Capparis och familjen kaprisväxter. Inga underarter finns listade i Catalogue of Life.

## Bildgalleri

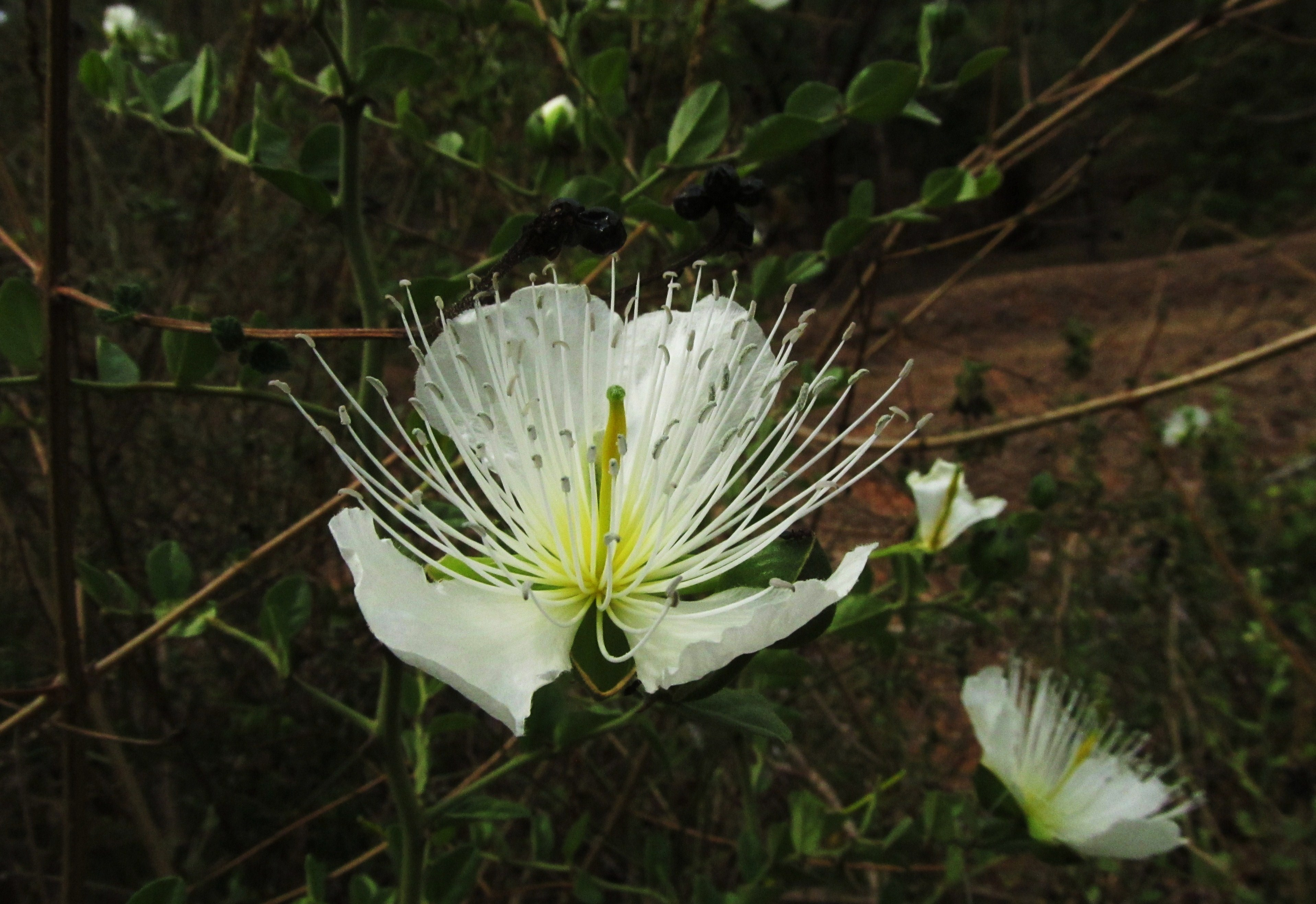